# Ochicanthon takakui
Ochicanthon takakui là một loài bọ cánh cứng trong họ Bọ hung (Scarabaeidae).